# Swetlana Walentinowna Gontscharenko
Swetlana Walentinowna Gontscharenko (russisch Светлана Валентиновна Гончаренко; * 28. Mai 1971 in Rostow am Don) ist eine ehemalige russische Sprinterin. Sie war vor allem im 200-Meter-Lauf und mit der russischen 4-mal-400-Meter-Staffel erfolgreich.

## Leben
International trat sie zunächst im 400-Meter-Lauf in Erscheinung. 1994 gewann sie auf dieser Strecke bei den Halleneuropameisterschaften in Paris die Goldmedaille und bei den Europameisterschaften in Helsinki hinter der Französin Marie-José Pérec die Silbermedaille.
1995 holte sie mit dem Sieg bei den Hallenweltmeisterschaften in Barcelona die erste von zahlreichen internationalen Medaillen mit der russischen 4-mal-400-Meter-Staffel. Die nächste folgte bereits im selben Jahr mit dem zweiten Platz bei den Weltmeisterschaften in Göteborg.
Bei den Olympischen Spielen 1996 in Atlanta dagegen verpasste sie mit der Staffel den Einzug in das Finale. Im 400-Meter-Lauf erreichte sie die Halbfinalrunde. Bei den Hallenweltmeisterschaften 1997 in Paris siegte sie mit der Staffel in der damaligen Weltrekordzeit von 3:26,84 min und holte über 200 m die Bronzemedaille.
1998 wurde sie in Valencia Halleneuropameisterin über 200 Meter und belegte bei den Europameisterschaften in Budapest mit der Staffel den zweiten Rang. 1999 wurde sie bei den Hallenweltmeisterschaften in Maebashi hinter der Rumänin Ionela Târlea Zweite im 200-Meter-Lauf und gewann mit der Staffel in der damaligen Weltrekordzeit von 3:24,25 min die Goldmedaille. Ein weiterer Sieg mit der Staffel folgte im selben Jahr bei den Weltmeisterschaften in Sevilla.
Bei den Olympischen Spielen 2000 in Sydney belegte sie in der russischen 4-mal-400-Meter-Staffel gemeinsam mit Julija Sotnikowa, Olga Kotljarowa und Irina Priwalowa den dritten Rang. Da die siegreiche US-amerikanische Staffel später wegen Dopings ihrer Läuferin Marion Jones nachträglich disqualifiziert wurde, besteht die Möglichkeit, dass die russische Mannschaft in der Wertung noch um einen Rang aufrückt.
Bei den Hallenweltmeisterschaften 2004 in Budapest gewann Gontscharenko die Silbermedaille im 200-Meter-Lauf. Sie hatte das Ziel zwar ursprünglich nur als Dritte erreicht, profitierte aber von der nachträglichen Disqualifikation ihrer Landsfrau Anastassija Kapatschinskaja wegen Dopings. Außerdem wurde Gontscharenko zweimal Russische Meisterin, 1996 über 400 und 1997 über 200 Meter.
Swetlana Gontscharenko hatte bei einer Körpergröße von 1,76 m ein Wettkampfgewicht von 61 kg.

## Bestleistungen
- 100 m: 11,13 s, 5. Juli 1998, Linz
- 200 m: 22,46 s, 27. Juli 1998, Thessaloniki
- 400 m: 50,23 s, 23. Juli 2000, Tula